# Lycidola
Lycidola is een kevergeslacht uit de familie van de boktorren (Cerambycidae). De wetenschappelijke naam van het geslacht werd voor het eerst geldig gepubliceerd in 1864 door Thomson.

## Soorten
Lycidola omvat de volgende soorten:
- Lycidola affinis Martins & Galileo, 2012
- Lycidola batesi Aurivillius, 1923
- Lycidola beltii Bates, 1872
- Lycidola expansa Bates, 1881
- Lycidola felix Waterhouse, 1880
- Lycidola flavofasciata Waterhouse, 1880
- Lycidola palliata (Klug, 1825)
- Lycidola popeba Galileo & Martins, 2006
- Lycidola simulatrix Bates, 1866